# Geröllsperre

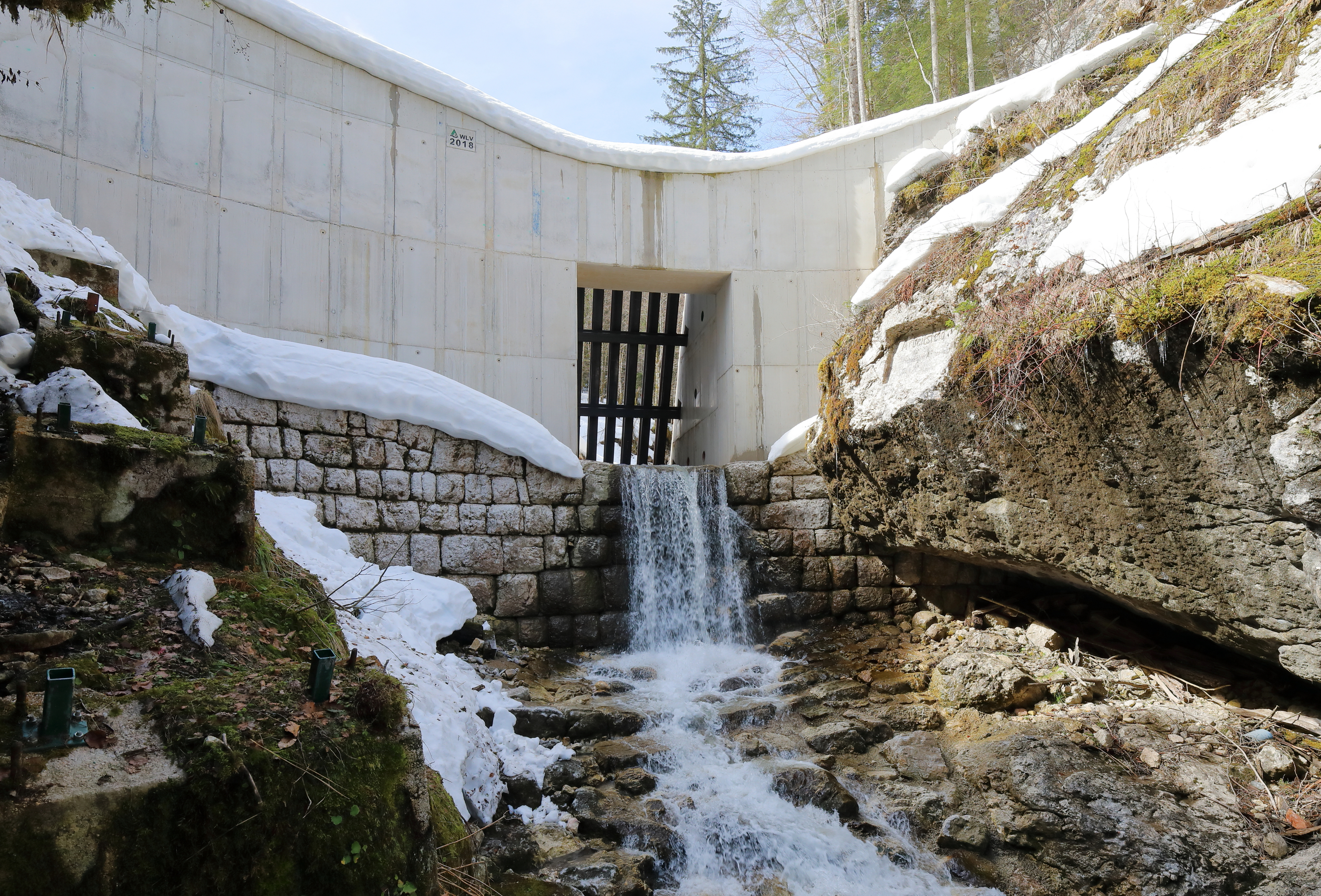
Geröllsperre beim Hallstätter Mühlbach; ursprünglich 1885 errichtet und 2018 erweitert

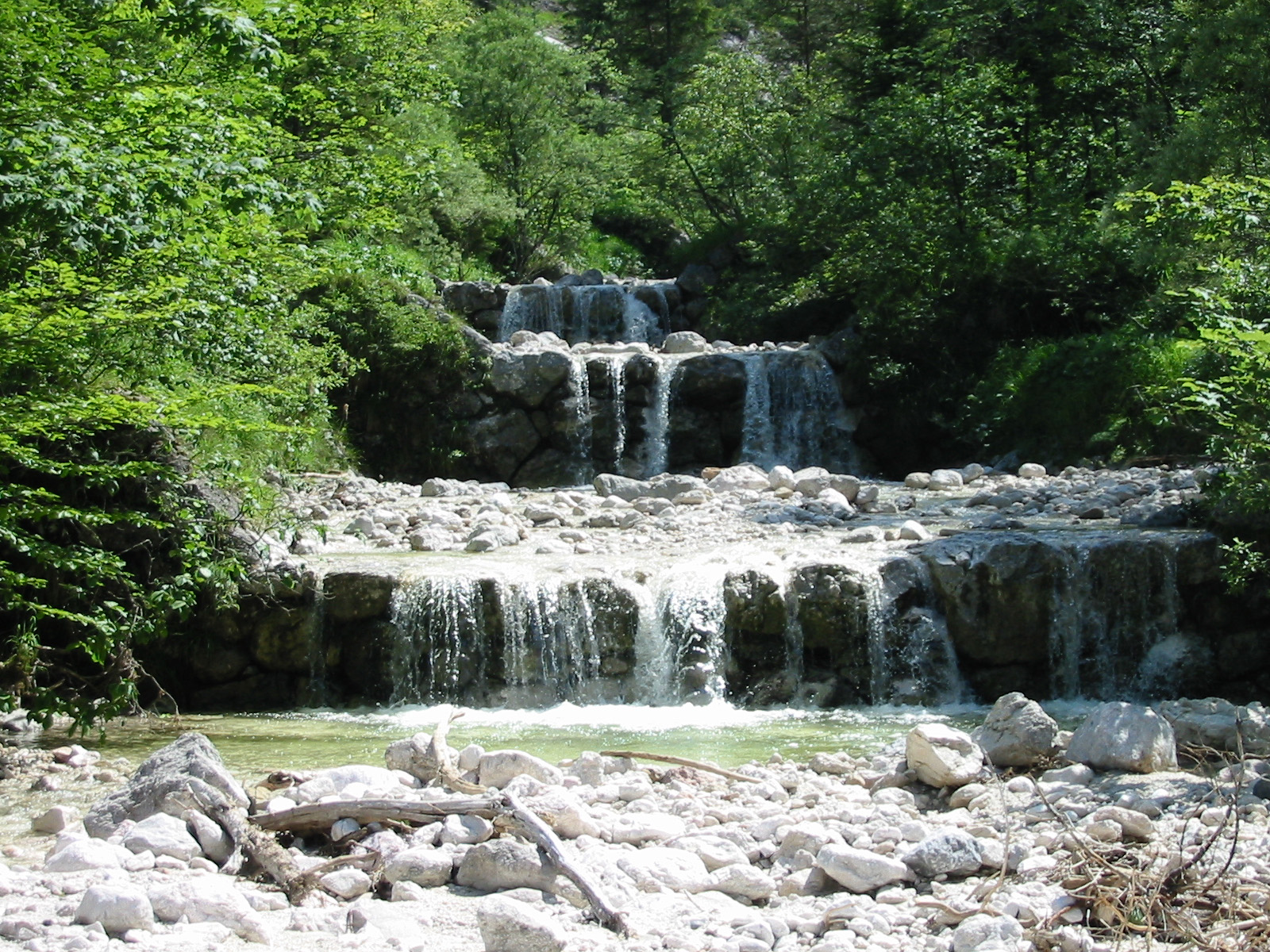
Geröllsperren aus Natursteinen

Eine Geröllsperre (Geschiebesperre) ist eine durchströmte Stauanlage (meistens im Ober- und Mittellauf eines Fließgewässers), die dem Rückhalt von Feststoffen und der Verminderung der Fließgeschwindigkeit dient. Sie wird vorwiegend eingesetzt, um Gebirgsbäche mit steilen Flussbetten einzudämmen bzw. um zu verhindern, dass diese sich weiter ins Gelände graben. Sie können so Erosion verhindern, Strömungen verlangsamen, und zur Renaturierung von Gewässern beitragen. Gleichzeitig verringern sie das Hochwasserrisiko. 
Meist werden Geröllsperren in mehreren Stufen angelegt, um ein stabiles Strömungsbild des Gewässers zu erreichen. Sie können aus Gabionen, Holz, Beton, Stahlgittern oder Stein gebaut werden. 
Im Regelfall füllt sich die Geröllsperre im Laufe der Zeit mit Material, das der Fluss mit sich bringt. Im Gegensatz zu einem Wehr muss eine Geröllsperre nicht unbedingt von den Ablagerungen des Flusses befreit (ausgebaggert) werden. Ihren Zweck – die Verminderung der Fließgeschwindigkeit – erfüllt sie auch, wenn sie überströmt wird. Wird sie primär zum Rückhalten von Geröll oder Geschiebe eingesetzt, muss sie allerdings regelmäßig entleert werden.